# ووهان گرینلند سنتر
ووهان گرینلند سنتر (انگلیسی: Wuhan Greenland Center) ساختمان اداری ۹۷ طبقه مستقر در شهر ووهان، چین است، که در سال ۲۰۲۲ احداث گردید.